# Rohov (Opavai járás)
Rohov település Csehországban, a Opavai járásban. Rohov Hněvošice, Sudice, Strahovice és Kobeřice településekkel határos. Lakosainak száma 603 fő (2024. január 1.).

## Népesség
A település lakosságának változását az alábbi diagram mutatja:
| Lakosok száma | 659  | 675  | 709  | 646  | 641  | 618  | 589  | 596  | 598  | 603  |
|               | 1869 | 1900 | 1921 | 1961 | 1980 | 2011 | 2016 | 2019 | 2021 | 2024 |